# Flo Morrissey
Flo Morrissey (Londres, 25 de diciembre de 1994) es un cantautora Inglesa de Notting Hill, Londres. Ha publicado un álbum y ha hecho una gira internacional.

## Biografía
Nacida en Londres, descubrió el interés por la música folk a una edad temprana y tiene ocho hermanos. Morrissey comenzó a escribir sus propias canciones a la edad de 14. Dejando los estudios a la edad de 17, se decantó por una carrera en la música, sobre la que ella comentó, "esto ha significado que no he conocido muchas personas afines a mi, como podría haber hecho si hubiera ido a la universidad". Después de colgar un vídeo donde interpretaba la canción "If You Can’t Love This All Goes Away" firmó un contrato con Glassnote Records. Las sesiones de grabación para su álbum tuvieron lugar a lo largo del verano de 2014 en Los Ángeles. En diciembre de 2014 publicó el sencillo "Pages of Gold". En junio de 2015 publicó el álbum Tomorrow Will Be Beautiful, producido por Noah Georgeson y Philippe Zdar. En el verano de 2015 actuó en numerosos festivales, incluyendo Glastonbury.

## Discografía

### Álbum
Tomorrow Will Be Beautiful (Glassnote, 2015)

### Sencillos
"Pages of Gold" (2014)